# Camillo Tutini
Camillo Tutini (Napoli, 1594 – Roma, 8 agosto 1666) è stato uno storico italiano.

## Biografia
Camillo Tutini nacque nel 1594 a Napoli in una famiglia numerosa: aveva quattro sorelle (Laudomia, Ippolita, Lella, Livia) e un fratello (Metello). Compì da giovane i primi studi a Napoli, nella Certosa di San Martino e, tra il 1628 e il 1630, strinse rapporti amichevoli e di collaborazione con molti studiosi e letterati a Napoli, dove vivevano con lui la madre e le sorelle Laudomia e Lella.
Entrato in monastero, lo abbandonò, pur continuando a frequentarlo per gli studi e ricevendo l'ordinazione sacerdotale. Agli inizi degli anni quaranta era già solida la sua fama di studioso; con lui - e con Francesco De Pietri e Gennaro Grasso - strinse amicizia il Vossius, giunto a Napoli nel maggio 1642 per condurvi alcune ricerche. Fra i suoi amici c'erano uomini come Antonio Basso e Salvatore Di Gennaro.
Nel 1647 fu molto vicino a Matteo Cristiano, un capopopolo della rivolta di Masanielloː anzi, Tutini fu probabilmente un uomo del partito francese della rivolta, avendo anche contattato Enrico II, duca di Guisa. Tutini, già negli anni precedenti la rivolta, non fu estraneo a progetti politici vicini al repubblicanesimo, tanto che la sua opera sui Seggi di Napoli fu, a posteriori, ritenuta fondamentale per la nascita di un'ideologia repubblicana a Napoli. Avvertito di un ordine di arresto nei suoi confronti, fuggì a Roma, dove si pose sotto la protezione del cardinale Francesco Maria Brancaccio.
Tutini, che già a Napoli aveva svolto una prolifica attività storiografica, approfittò della Biblioteca Vaticana e dell'Archivio del Campidoglio per perfezionare lo studio storiografico sui documenti vaticani. Inoltre, strinse un solido rapporto con Ferdinando Ughelli, che lo ebbe tra i suoi più validi collaboratori.
Secondo le fonti, Tutini morì in povertà nell'Ospedale di Santo Spirito, a Roma, nel 1667.

## Opere

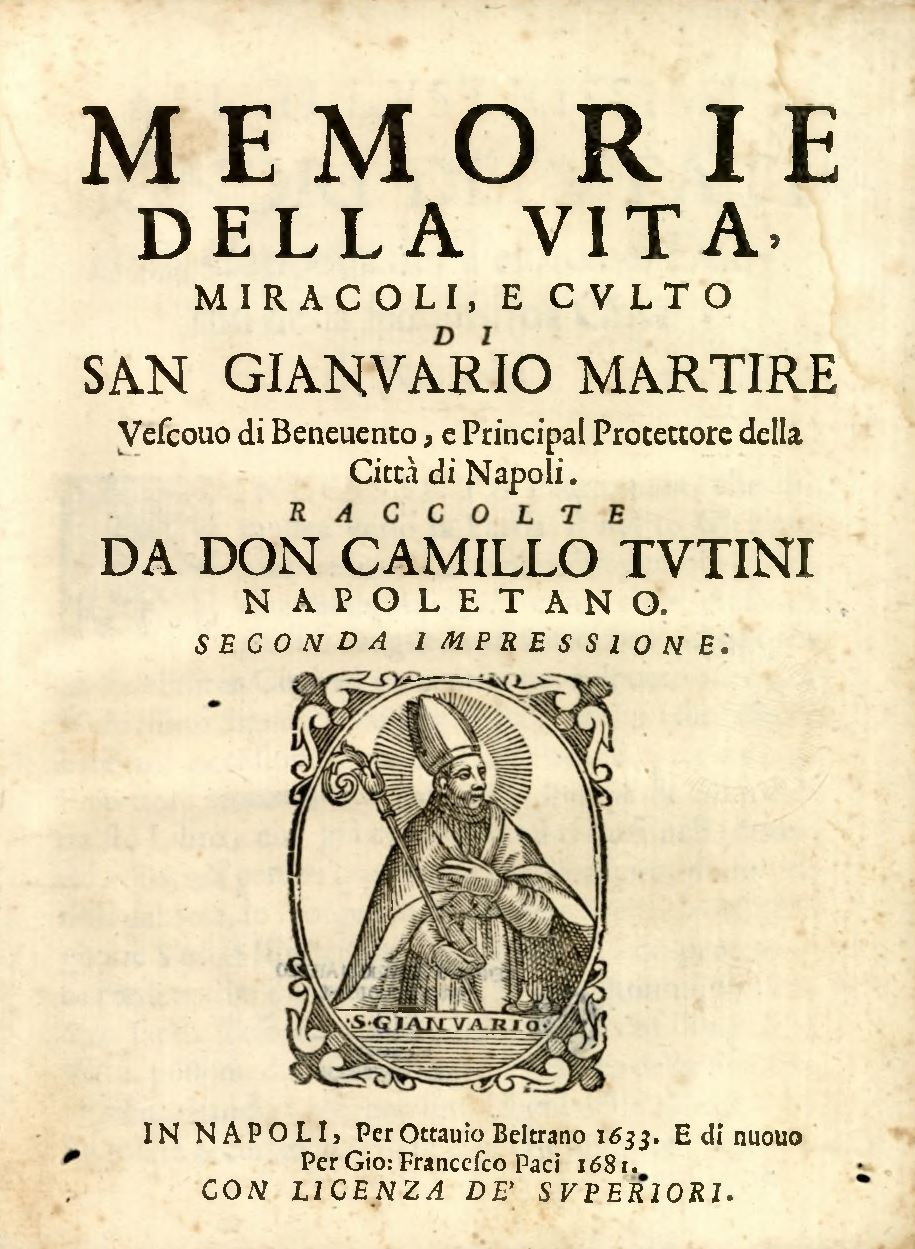
Frontespizio delle Memorie della vita, miracoli, e cvlto di San Gianvario Martire Vescouo di Beneuento, e Principal Protettore della Città di Napoli, 1681

- Memorie della vita, miracoli, e cvlto di San Gianvario Martire Vescouo di Beneuento, e Principal Protettore della Città di Napoli, Napoli, 1633.
- Notitie della vita, e miracoli di due santi Gaudiosi, l'vno vescouo di Bittinia, e l'altro di Salerno, e del martirio di S. Fortunata, e fratelli, e del loro culto, e veneratione in Napoli, Napoli, 1634.
- Narratione della vita, e martirio di San Biagio Vescouo di Sebaste. Comprabata col'autorità di grauissimi autori per Don Camillo Tutini napoletano, Napoli, 1635.
- Historia della famiglia Blanch, Napoli, 1641.
- Della varietà della fortvna, Napoli, 1643.
- Sopplimento all'Apologia del Terminio, Napoli, 1643.
- Dell'origine e fvndatione de' Seggi di Napoli, del tempo in che furono instituiti, e della separation de' Nobili dal Popolo; Del supplimento al Terminio, oue si aggiungono alcune Famiglie tralasciate da esso alla sua Apologia, & Della Varietà della Fortuna confirmata con la Caduta di molte famiglie del Regno, Napoli, 1644.
- Prodigiosi portenti del Monte Vesuuio, Napoli, 1650.
- Rerum sacrarum syluula. Auctore Michaele Monacho canonico Capuano. Opus posthumum. Accurante Camillo Tutino, Roma, 1655.
- Discorsi de' sette officij ouero de' sette grandi del Regno di Napoli di don Camillo Tutini napoletano. Parte prima. Nella quale si tratta, del Contestabile, del Maestro Giustitieri, e dell'Ammirante, Roma, 1666.
- Historia della famiglia Blanch scritta da d. Camillo Tutini napoletano, col supplimento del signor Carlo De Lellis, Napoli, 1670.